# تاریخ نقاشی
تاریخچه نقاشی و ابزارهای آن به دوره انسان‌های ما قبل تاریخ و گستردگی فرهنگها بازمی‌گردد. تاریخچه نقاشی نشان دهنده یک پیوستگی، اگرچه شکسته شده در عهد عتیق است. در میان فرهنگ‌ها و پراکندگی قاره‌ها، تاریخچه نقاشی یک رودخانه با قدرت در حال پیشرفت است که به سوی قرن ۲۱ ادامه یافته.
تاریخ نقاشی نمایانگر سنتی مداوم است، اگرچه دوره ای مختل می‌شود، از دوران باستان. در سراسر فرهنگ‌ها و قاره‌ها و هزاره‌ها، تاریخ نقاشی رودخانه ای خلاق است که تا قرن ۲۱ ادامه دارد. تا اوایل قرن ۲۰ اساساً به نقوش بازنمایی، مذهبی و کلاسیک متکی بود، پس از آن زمان رویکردهای کاملاً انتزاعی و مفهومی مورد پسند قرار گرفتند.
تحولات در نقاشی شرقی از نظر تاریخی با نقاشی غربی، به‌طور کلی، چند قرن قبل موازی است. هنر آفریقا، هنر یهود، هنر اسلامی، هنر اندونزیایی، هنر هند، هنر چینی و هنر ژاپنی هر کدام تأثیر بسزایی در هنر غربی داشتند و بالعکس.
نقاشی‌های شرقی و غربی که در ابتدا برای اهداف منفعت طلبانه و به دنبال آن حمایت‌های امپراتوری، خصوصی، مدنی و مذهبی بود، بعداً در طبقه اشراف و طبقه متوسط مخاطبان پیدا کرد. از دوران مدرن، نقاشان قرون وسطی از طریق دوره رنسانس برای کلیسا و اشراف ثروتمند کار می‌کردند. با آغاز دوره باروک، هنرمندان از طبقه متوسط تحصیل کرده و مرفه تر، کمیسیون‌های خصوصی دریافت می‌کردند. سرانجام در غرب ایده «هنر برای هنر» در آثار نقاشان رمانتیک مانند فرانسیسکو دو گویا، جان کنستانبل و جی ام. دبلیو ترنر ظاهر شد. قرن نوزدهم شاهد ظهور گالری هنری تجاری بوده که در قرن بیستم حمایت می‌کرد.

## پیش از تاریخ
قدیمی‌ترین نقاشی‌های شناخته شده تقریباً ۴۰۰۰۰ سال قدمت دارند که هم در منطقه Franco-Cantabrian در غرب اروپا و هم در غارهای منطقه ماروس (سولاوسی، اندونزی) یافت می‌شوند. قدیمی‌ترین نوع نقاشی غارها شابلون‌های دستی و اشکال هندسی ساده است. قدیمی‌ترین نمونه‌های بی چون و چرای نقاشی‌های غارهای مجازی تا حدودی جوان تر و نزدیک به ۳۵۰۰۰ سال قدمت دارند. در نوامبر ۲۰۱۸، دانشمندان از کشف قدیمی‌ترین نقاشی هنری فیگوراتیو شناخته شده در آن زمان، با بیش از ۴۰۰۰۰ (شاید به ۵۲۰۰۰ سال) حیوانات ناشناخته، در غار Lubang Jeriji Saléh در جزیره Borneo اندونزی (کالیمانتان) خبر دادند). با این حال، در دسامبر ۲۰۱۹، نقاشی‌های غارهای مجازی که شکار خوک را در کارست Maros-Pangkep در Sulawesi به تصویر می‌کشد، حتی قدیمی تر، حداقل ۴۳٬۹۰۰ سال تخمین زده شده‌است. گفته شد که این یافته «قدیمی‌ترین رکورد تصویری داستان‌نویسی و اولین اثر هنری مجازی در جهان» است. و اخیراً، در سال ۲۰۲۱، غار هنر خوک که در جزیره ای اندونزی پیدا شده و بیش از ۴۵۵۰۰ سال قدمت دارد، گزارش شده‌است. نمونه‌هایی از نقاشی غارها در سراسر جهان وجود دارد - در اندونزی، فرانسه، هند، اسپانیا، آفریقای جنوبی، چین، استرالیا و …
حدس‌های مختلفی در مورد معنای این نقاشی‌ها برای افرادی که آنها را ساخته‌اند ساخته شده‌است. ممکن است هنرمندان ماقبل تاریخ حیوانات را برای «شکار» روح یا روح آنها نقاشی کرده باشند تا آنها را راحت تر شکار کنند یا نقاشی‌ها نمایانگر یک چشم‌انداز متحرک و احترام به طبیعت اطراف هستند. اینها ممکن است در نتیجه یک نیاز اساسی بیان که برای انسان ذاتی است، یا ممکن است برای انتقال اطلاعات عملی باشد.

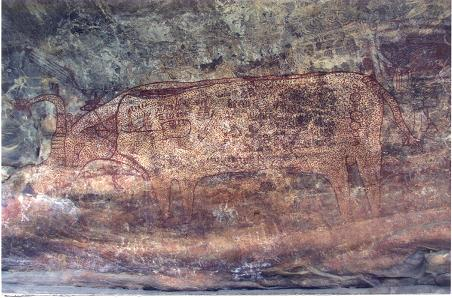
پناهگاه‌های صخره‌ای بهیمبتکا، هنر سنگ‌نگاری، عصر سنگ، هند
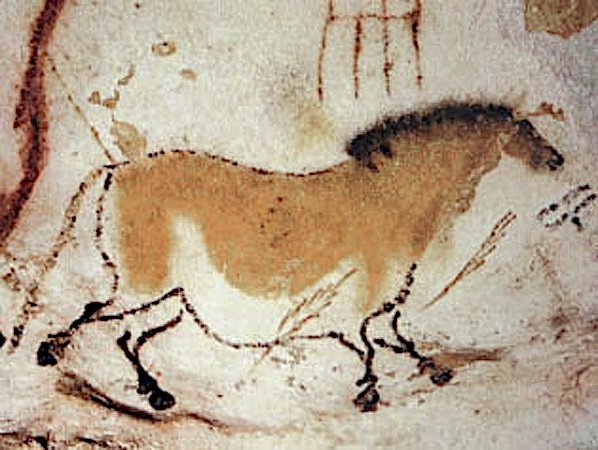
لاسکو، اسب
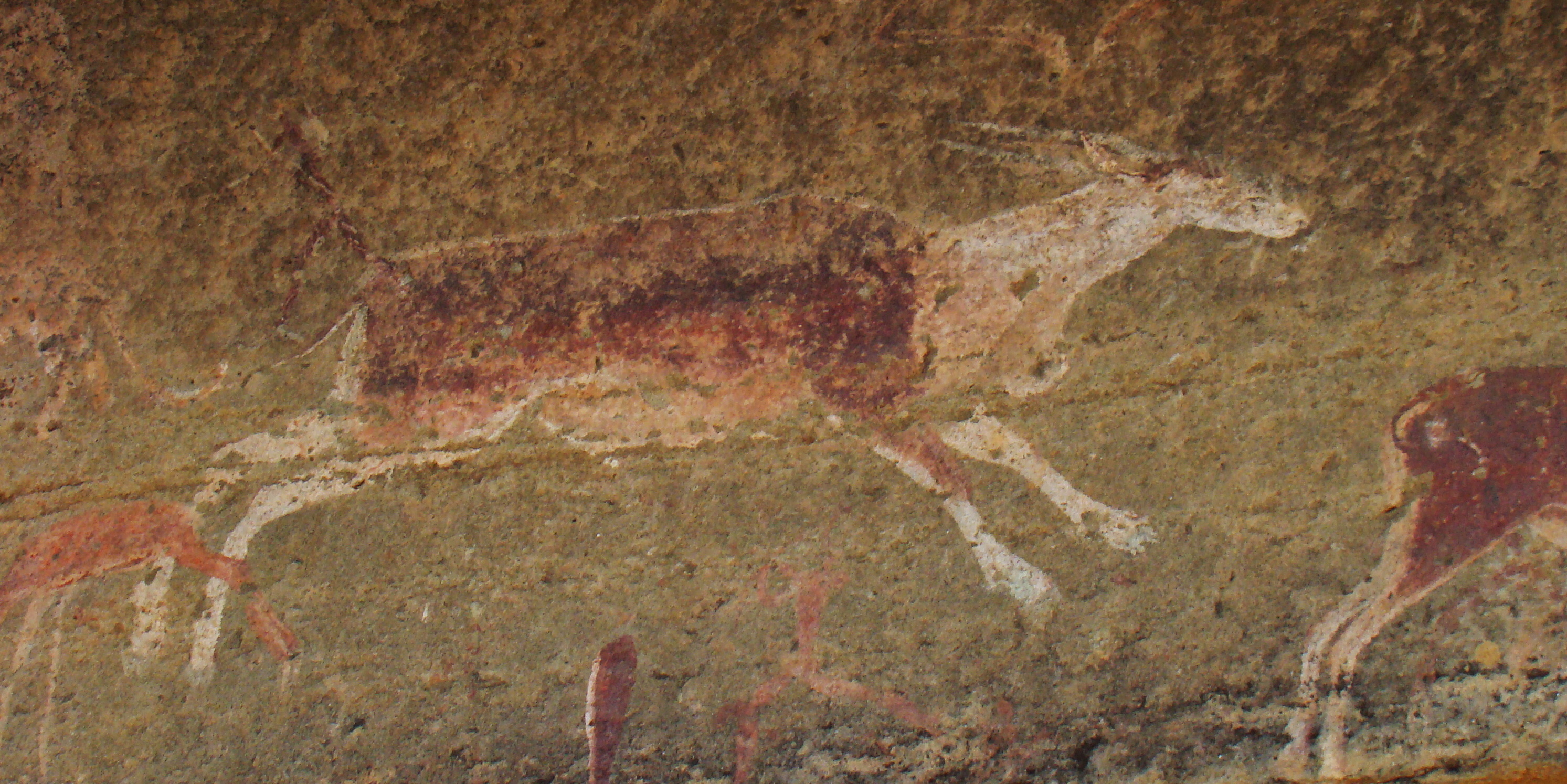
گاو کوهی معمولی هنر سنگ‌نگاری، دراکنزبرگ، آفریقای جنوبی
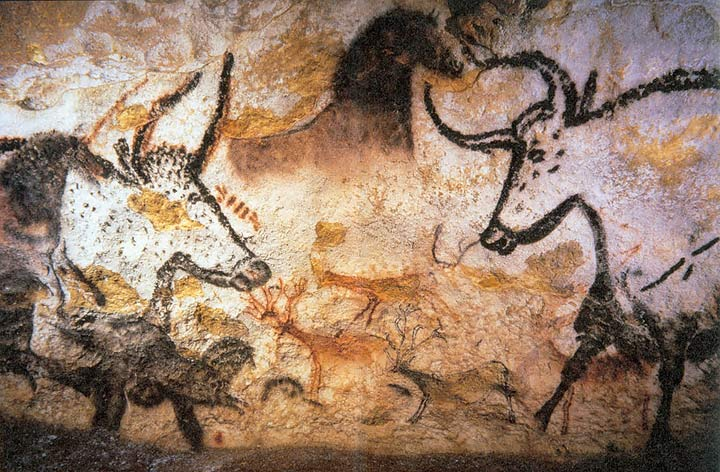
لاسکو، اسب‌ها و گاو
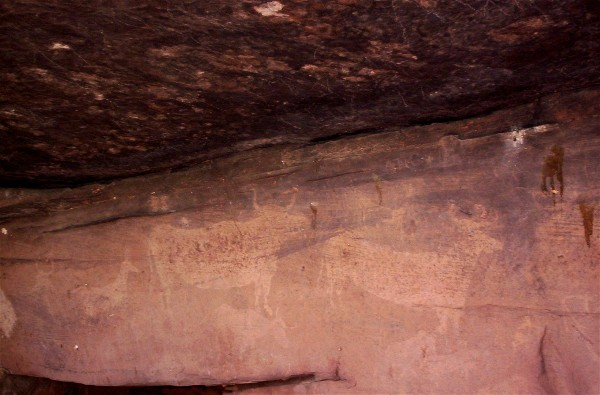
Spanish cave painting of Bulls
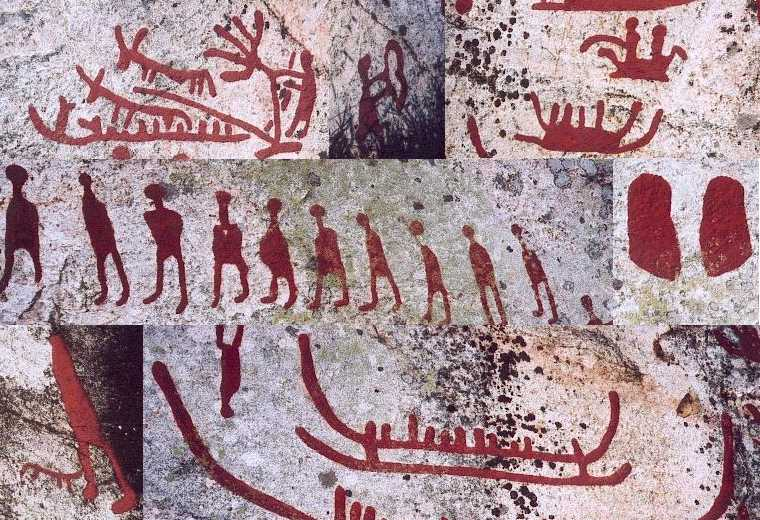
Petroglyphs, from Sweden, Nordic Bronze Age (painted)
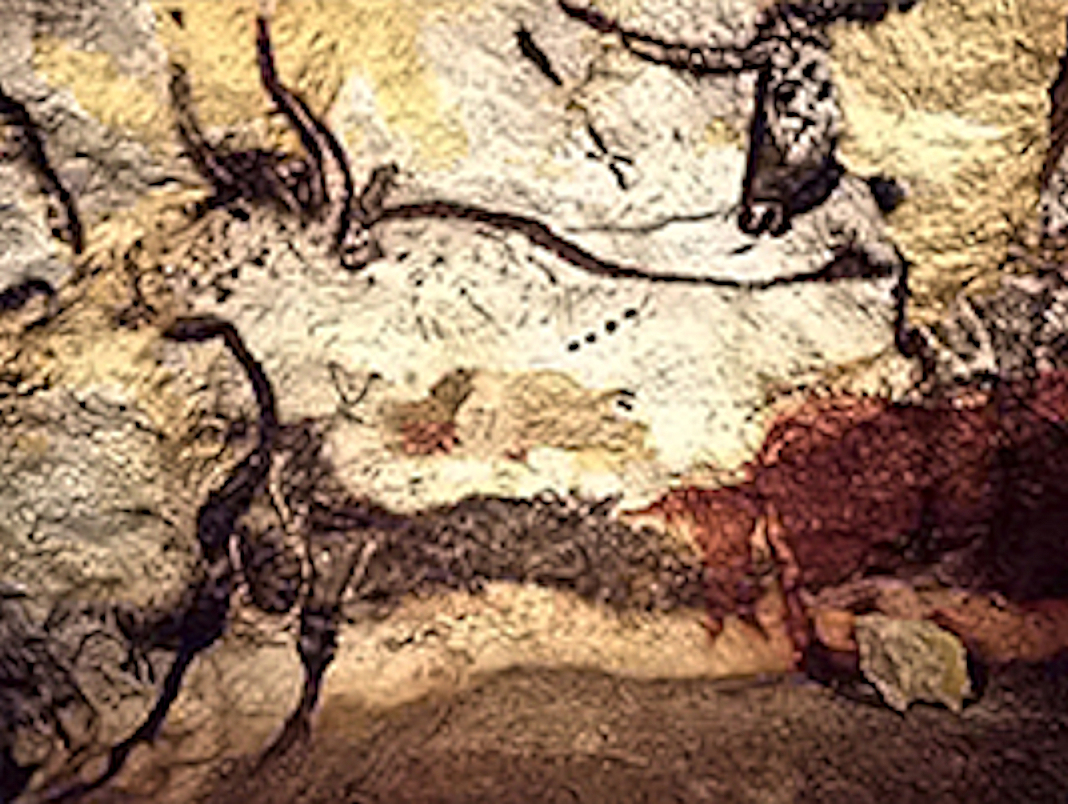
Lascaux, Aurochs (Bos primigenius primigenius)
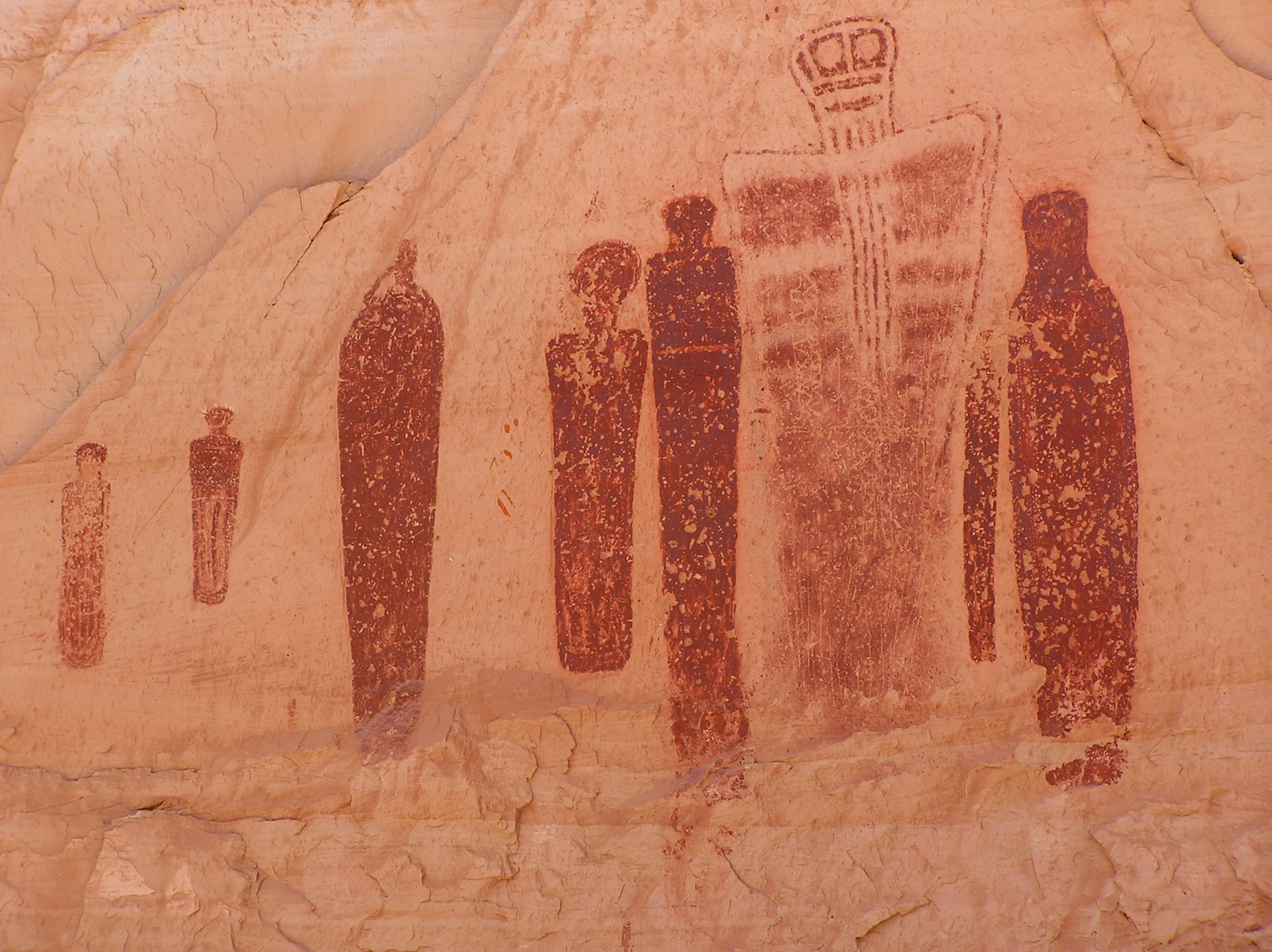
تصویرنگاشت از گالری بزرگ ، پارک ملی Canyonlands , Horseshoe Canyon ، یوتا ، حدود سال ۱۵۰۰ قبل از میلاد
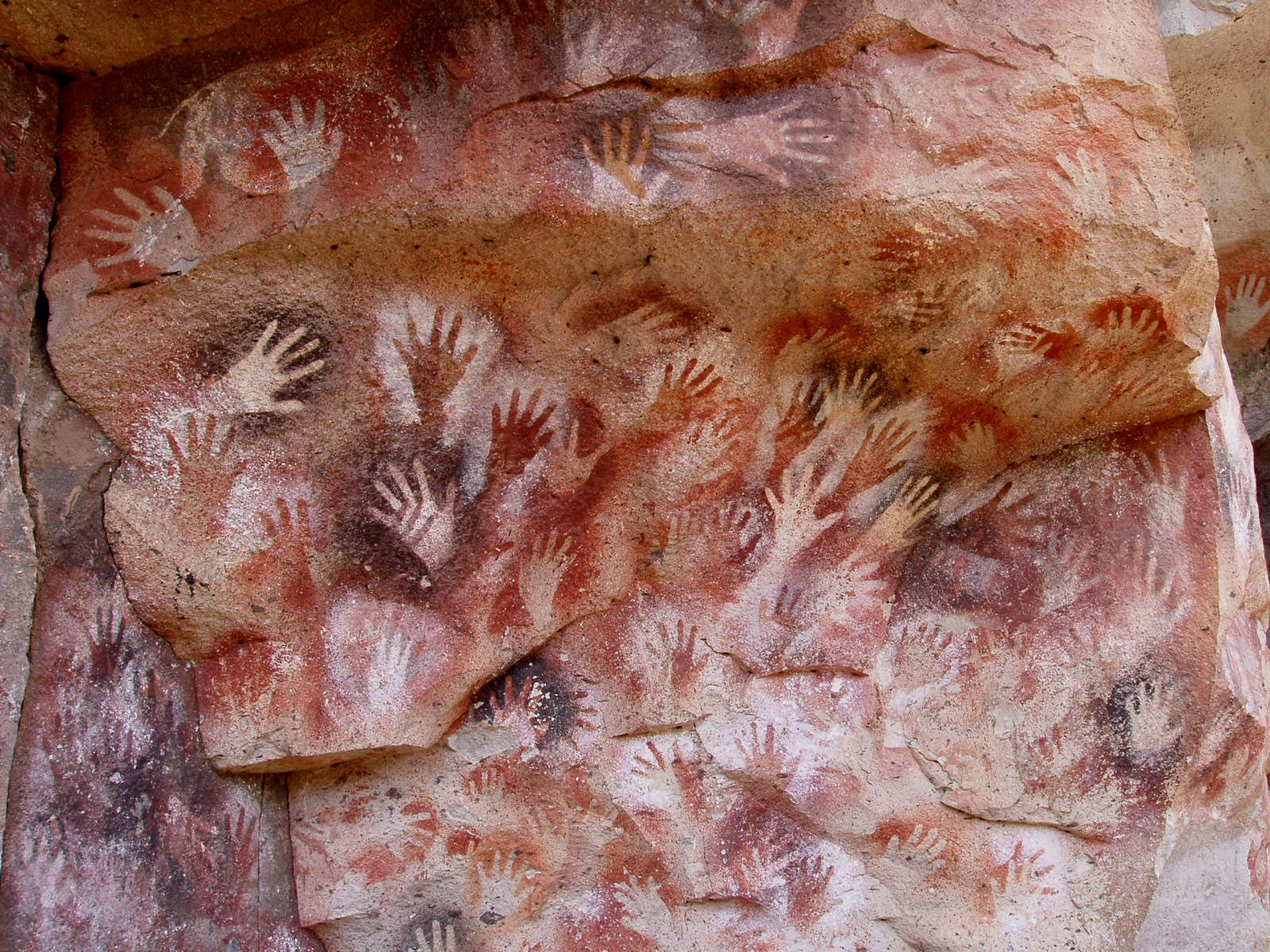
Cueva de las Manos (به اسپانیایی به معنی غار دست‌ها) در استان سانتا کروز در آرژانتین ، ۷۳۰۰ سال قبل از میلاد
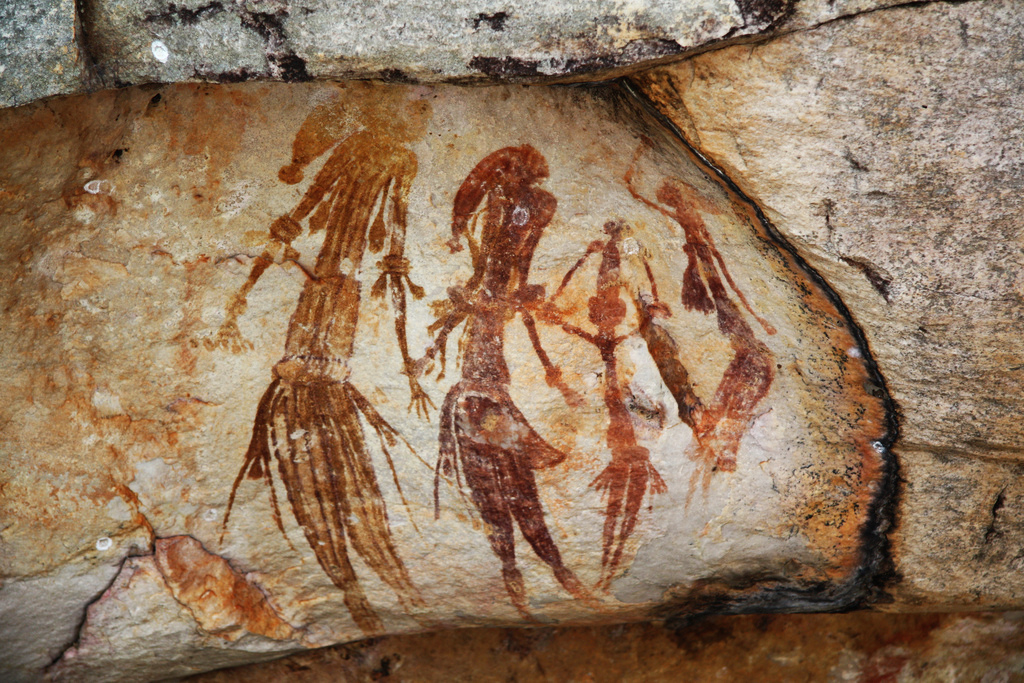
نقاشی‌های سنگی بردشاو که در شمال غربی منطقه کیمبرلی (استرالیای غربی) پیدا شده‌است. حدود ۱۵۰۰۰ سال قبل از میلاد BC

در دوران پارینه سنگی، نمایش انسان در نقاشی‌های غار نادر بود. عمدتاً حیوانات رنگ آمیزی می‌شدند، نه تنها حیواناتی که به عنوان غذا استفاده می‌شدند بلکه حیواناتی بودند که مانند غار چاووت قدرت مانند کرگدن یا Felidae بزرگ را نشان می‌دادند. علائمی مانند نقطه گاهی کشیده می‌شد. نمایش‌های نادر انسانی شامل اثرات دستی و استنسیل و ارقامی است که هیبریدهای انسان / حیوان را به تصویر می‌کشد. غار Chauvet در بخشهای Ardèche فرانسه شامل مهم‌ترین نقاشیهای غار حفظ شده دوران پارینه سنگی است که در حدود ۳۱۰۰۰ سال قبل از میلاد نقاشی شده‌است. نقاشی‌های غار آلتامیرا در اسپانیا ۱۴۰۰۰ تا ۱۲۰۰۰ سال قبل از میلاد مسیح انجام شده و در کنار دیگران بیوسن‌ها را نشان می‌دهد. تالار گاوها در لاسکو، دوردون، فرانسه، یکی از شناخته شده‌ترین نقاشی‌های غار است و قدمت آن حدود ۱۵۰۰۰ تا ۱۰ هزار سال قبل از میلاد است.
اولین نقاشی‌های شناخته شده هندی، نقاشی‌های صخره ای دوران ماقبل تاریخ، سنگ نگاره‌هایی است که در مکان‌هایی مانند پناهگاه‌های صخره ای Bhimbetka یافت می‌شود و برخی از آنها قدیمی تر از ۵۵۰۰ سال قبل از میلاد هستند. چنین آثاری ادامه یافت و پس از هزاره‌ها، در قرن ۷، ستون‌های تراشیده شده آژانتا، ایالت ماهاراشترا نمونه خوبی از نقاشی‌های هندی را ارائه می‌دهد. رنگ‌ها، عمدتاً سایه‌های مختلف قرمز و نارنجی، از مواد معدنی گرفته شده‌است.

### هنر پیشاتاریخ در شرق

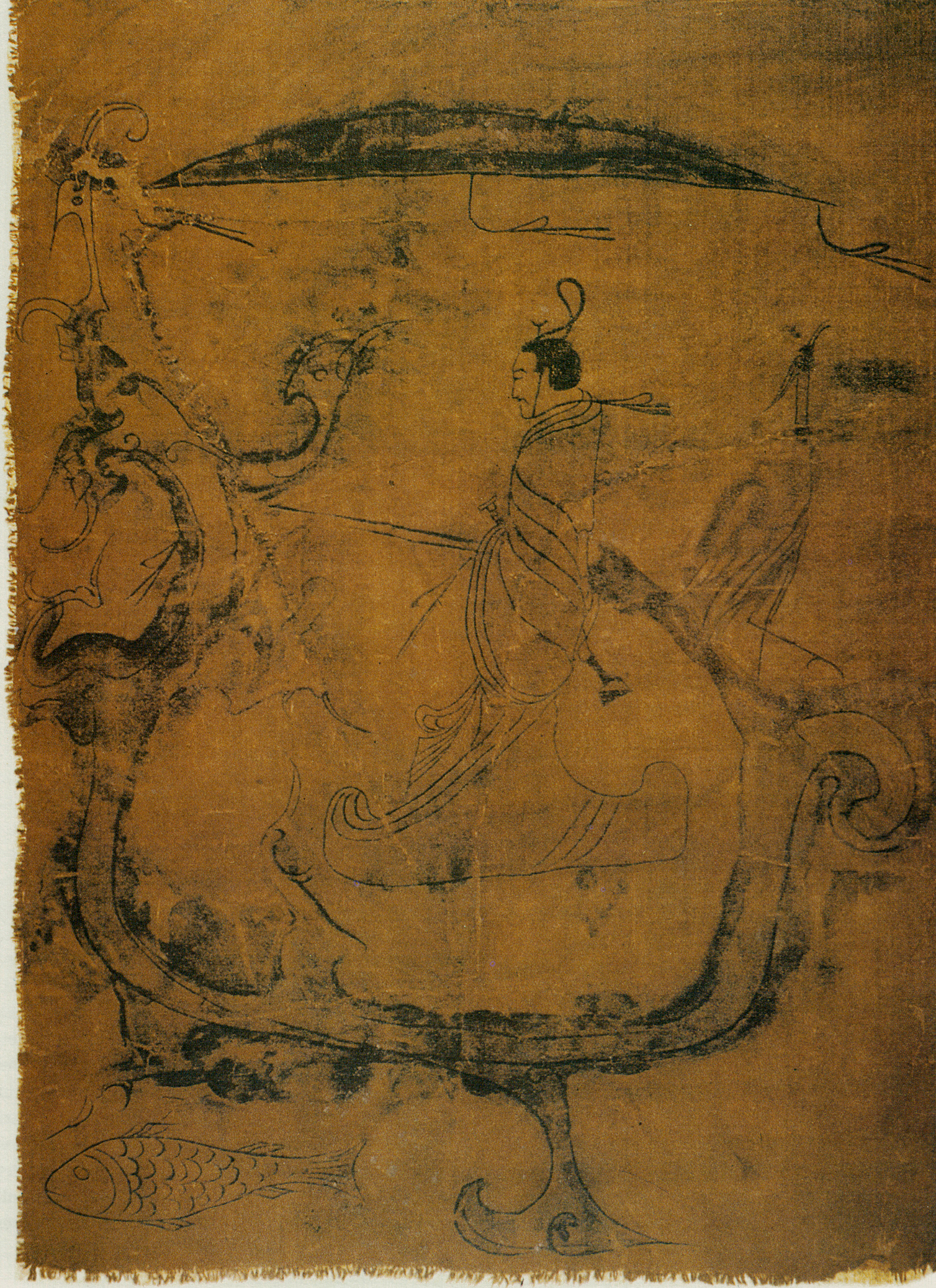
نقاشی ابریشم به تصویر کشیدن یک مرد سوار اژدها، نقاشی روی ابریشم، مربوط به قرن ۵ تا ۳ قبل از میلاد، عصر دولت‌های جنگ‌طلب، از مقبره Zidanku شماره. ۱ در چانگشا، استان هونان

تاریخ نقاشی شرقی شامل طیف وسیعی از تأثیرات از فرهنگ‌ها و آیین‌های مختلف است. تحولات در نقاشی شرقی از نظر تاریخی با نقاشی غربی، به‌طور کلی چند قرن قبل، موازی است. هنر آفریقایی، هنر یهودی، هنر اسلامی، هنر اندونزیایی، هنر هند، هنر چینی، هنر کره ای و هنر ژاپنی هر کدام تأثیر بسزایی در هنر غربی داشتند و بالعکس.
نقاشی چینی یکی از قدیمی‌ترین سنتهای هنری مستمر در جهان است. اولین نقاشی‌ها نمایشی نبودند بلکه زینتی بودند. آنها بیش از تصاویر از الگوها یا طرحها تشکیل شده بودند. سفالهای اولیه با مارپیچ، زیگزاگ، نقطه یا حیوانات نقاشی می‌شدند. فقط در دوره ایالات متخاصم (۴۰۳–۲۲۱ پیش از میلاد) بود که هنرمندان شروع به نمایندگی از جهان پیرامون خود کردند. نقاشی ژاپنی یکی از قدیمی‌ترین و کاملاً تصفیه شده‌ترین هنرهای ژاپنی است که شامل طیف گسترده‌ای از سبک‌ها و سبک‌ها است. تاریخ نقاشی ژاپنی یک تاریخ طولانی از سنتز و رقابت بین زیبایی‌شناسی بومی ژاپن و اقتباس از ایده‌های وارداتی است. نقاشی کره ای، به عنوان یک فرم مستقل، در حدود سال ۱۰۸ قبل از میلاد، حدود سقوط Gojoseon آغاز شد، و این یکی از قدیمی‌ترین آثار در جهان است. آثار هنری آن دوره زمانی به سبک‌های مختلف تکامل یافت که مشخصه دوره سه پادشاهی کره بود، به ویژه نقاشی‌ها و نقاشی‌های دیواری که مقبره سلطنت گوگوریو را تزئین می‌کنند. در دوره سه پادشاهی و از طریق سلسله گوریئو، نقاشی کره ای در درجه اول با ترکیبی از مناظر به سبک کره ای، ویژگی‌های صورت، مضامین بودایی محور و تأکید بر مشاهدات آسمانی که با توسعه سریع نجوم کره تسهیل می‌شد، مشخص می‌شد.
چین، ژاپن و کره سنت شدیدی در نقاشی دارند که به هنر خوشنویسی و چاپ نیز بسیار وابسته است (به حدی که معمولاً به عنوان نقاشی دیده می‌شود). نقاشی سنتی خاور دور با تکنیک‌های مبتنی بر آب، واقع گرایی کمتر، موضوعات «ظریف» و سبک، رویکرد گرافیکی به تصویر کشیدن، اهمیت فضای سفید (یا فضای منفی) و ترجیح منظره (به جای شکل انسان) مشخص می‌شود موضوع. فراتر از جوهر و رنگ روی طومارهای ابریشم یا کاغذ، طلا روی لاک نیز ماده رایج در آثار هنری نقاشی شده آسیای شرقی بود. گرچه ابریشم در گذشته ماده ای گران‌قیمت برای رنگ آمیزی بود، اما اختراع کاغذ در قرن اول میلادی توسط خواجه لون، خواجه دربار هان، نه تنها یک رسانه ارزان و گسترده برای نوشتن، بلکه یک رسانه ارزان و گسترده برای نقاشی نیز فراهم کرد. (دسترسی بیشتر آن به عموم مردم).
ایدئولوژی‌های کنفوسیونیسم، دائوئیسم و بودیسم نقش مهمی در هنر شرق آسیا داشتند. نقاشان سلسله سده‌های قرون وسطایی مانند لین تینگگوئی و لباسشویی او لوهان [۲۰] (که در گالری هنری اسمیتسونیان فریر نگهداری می‌شود) در قرن دوازدهم نمونه‌های عالی ایده‌های بودایی است که در آثار هنری کلاسیک چین ادغام شده‌است. در نقاشی دوم روی ابریشم (تصویر و توضیحات در پیوند آورده شده‌است)، لوهان بودایی سر طاس در یک مکان عملی برای شستن لباس در کنار رودخانه به تصویر کشیده شده‌است. با این حال، این نقاشی از نظر بصری خیره کننده است، در حالی که Luohan در جزئیات غنی و رنگ‌های روشن و مات در مقابل محیطی مبهم، قهوه ای و بی درخت قرار گرفته‌است. همچنین، بالای درختان با مهی چرخان پوشانده شده و «فضای منفی» مشترک ذکر شده در بالا در هنر شرق آسیا را فراهم می‌کند.
در ژاپونیسم، پست امپرسیونیست‌های اواخر قرن نوزدهم مانند ون گوگ و هانری دو تولوز- لوترک و تونالیست‌هایی مانند جیمز مک نیل ویستلر، هنرمندان اوکیوی ژاپنی اوایل قرن نوزدهم مانند هوکوسای (۱۸۴۹–۱۷۶۰) و هیروشیگه (۱۷۹۷–) را تحسین کردند. ۱۸۵۸) و تحت تأثیر آنها قرار گرفت.

##### شرق آسیا

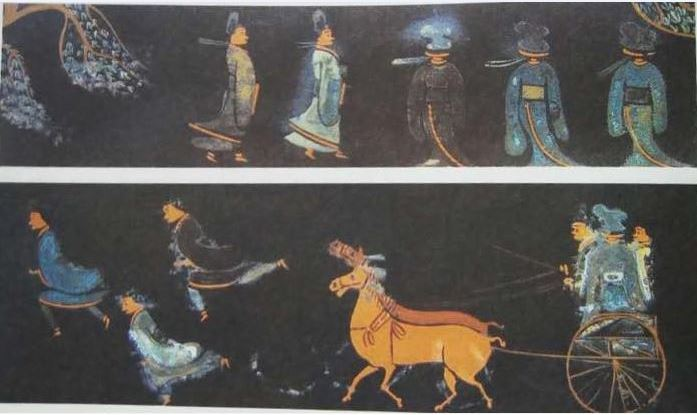
نقاشی لاکی از مقبره جینگمن در ایالت چو (۷۰۴–۲۲۳ قبل از میلاد) که مردانی را سوار بر ارابه دو اسبی نشان می‌دهد.
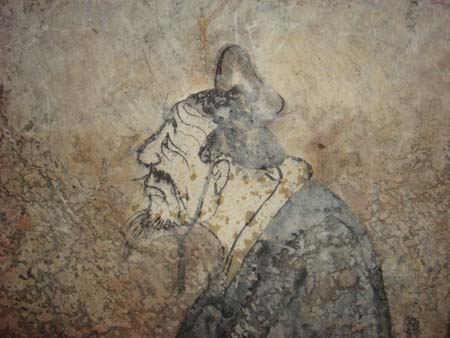
جزئیات نقاشی دیواری کنفوسیوس فیلسوف چینی، از مقبره هان غربی (۲۰۲ قبل از میلاد - ۹ پس از میلاد) در شهرستان دانگ پینگ، استان شاندونگ
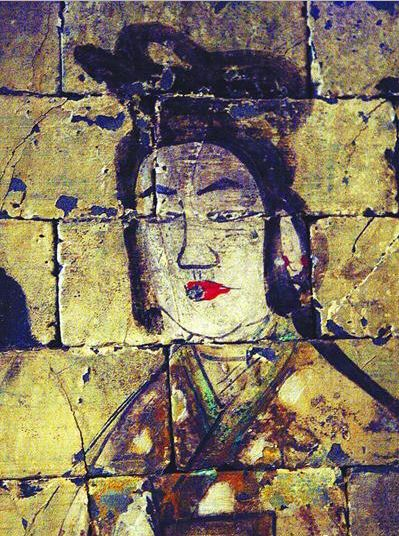
یک زن چینی، نقاشی دیواری از مقبره هان غربی (۲۰۲ قبل از میلاد - ۹ پس از میلاد) شیان (چانگان باستان)، استان شانشی
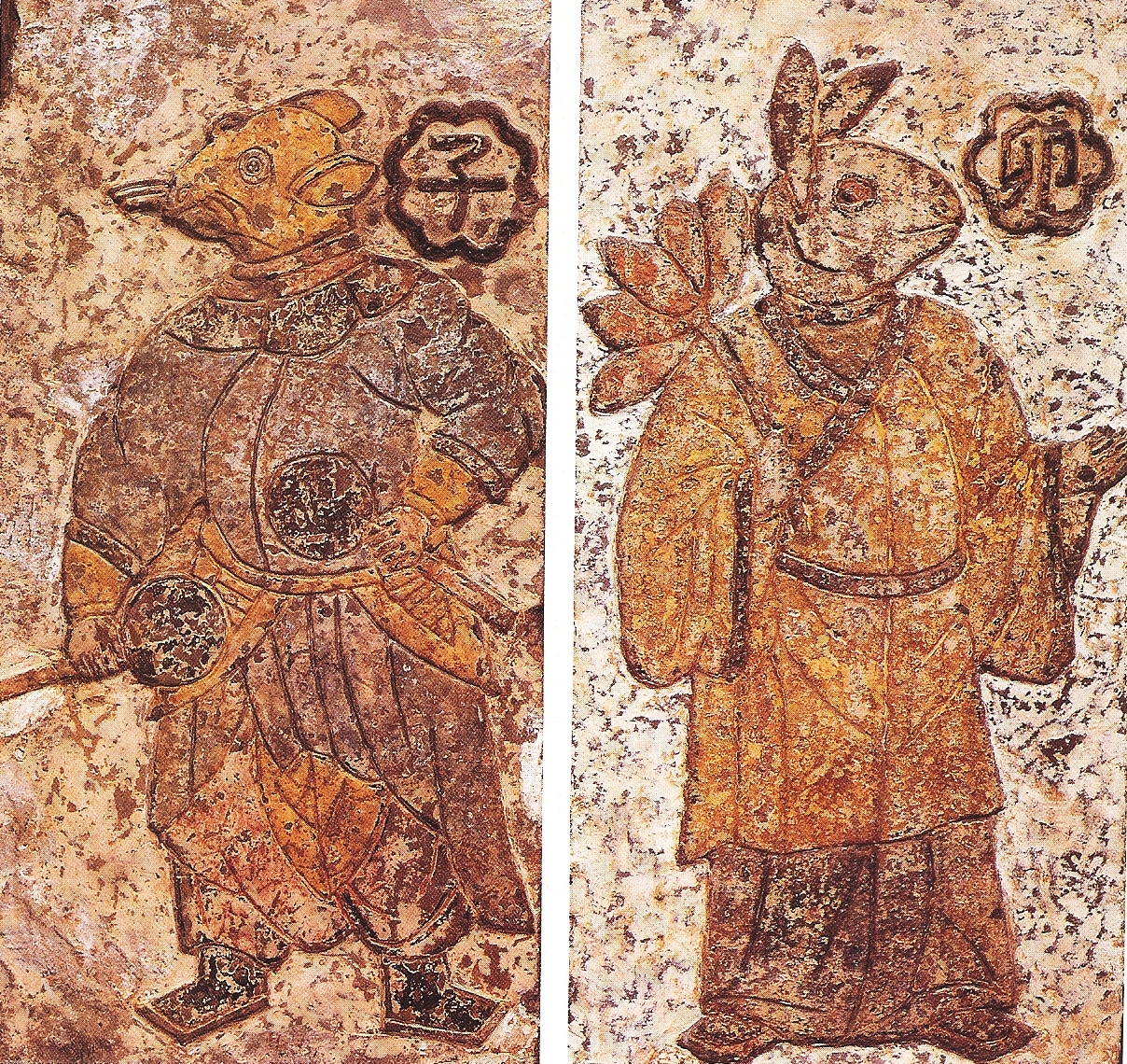
نقاشی روی کاشی از ارواح نگهبان پوشیده شده در لباس چینی، مربوط به سلسله هان (۲۰۲ قبل از میلاد - ۲۲۰ پس از میلاد)

چین، ژاپن و کره سنت قوی در نقاشی دارند که به هنر کالیگرافی و چاپ نیز بسیار وابسته است (به حدی که معمولاً به عنوان نقاشی دیده می‌شود). نقاشی سنتی خاور دور با تکنیک‌های مبتنی بر آب، واقع گرایی کمتر، موضوعات «ظریف» و سبک، رویکرد گرافیکی به تصویر، اهمیت فضای سفید (یا فضای منفی) و ترجیح دادن به منظره (به جای شکل انسانی) به عنوان یک موضوع مشخص می‌شود. علاوه بر جوهر و رنگ بر روی طومارهای ابریشم یا کاغذی، طلا بر روی لاک (لاک نوعی پوشش یا پوشش سخت و بالقوه براق است که بر روی موادی مانند چوب یا فلز اعمال می‌شود) نیز یک وسیله رایج در آثار هنری نقاشی شده آسیای شرقی بود. اگرچه ابریشم در گذشته وسیله ای تا حدودی گران‌قیمت برای نقاشی بود، اما اختراع کاغذ در قرن اول پس از میلاد توسط خواجه دربار هان، کای لون، نه تنها وسیله ای ارزان و گسترده برای نوشتن، بلکه وسیله ای ارزان و گسترده برای نقاشی نیز بود. (عموم مردم به کاغذ دسترسی پیدا کردند).
ایدئولوژی‌های کنفوسیوس، دائوئیسم و بودیسم نقش مهمی در هنر آسیای شرقی داشتند. نقاشان سلسله سونگ قرون وسطی مانند لین تینگی و لوهان شویی او (که در گالری هنر اسمیتسونین فریر است) قرن دوازدهم نمونه‌های عالی از ایده‌های بودایی هستند که در آثار هنری کلاسیک چینی ترکیب شده‌اند. در نقاشی لوهان شویی بر روی ابریشم، بودایی سر طاس، لوهان در حال شستن لباس‌ها در کنار رودخانه به تصویر کشیده شده‌است. با این حال، خود نقاشی از لحاظ بصری خیره کننده است، همراه لوهان، جزئیات غنی و رنگ‌های روشن و مات در تضاد با محیط جنگلی مه‌آلود، قهوه‌ای و ملایم به تصویر کشیده شده‌است. همچنین، نوک درختان در مه چرخشی پوشانده شده‌اند و فضای منفی مشترکی را که در بالا در هنر آسیای شرقی ذکر شد را فراهم می‌کنند.
در ژاپنیسم، پست امپرسیونیست‌های اواخر قرن نوزدهم، مانند ون گوگ و هانری دو تولوز لوترک، و تونالیست‌هایی مانند جیمز مک نیل ویستلر، سبک هنری Ukiyo-e هنرمندان ژاپنی در اوایل قرن نوزدهم (مانند هوکاسای (۱۷۶۰–۱۸۴۹) و هیروشیگه (۱۱۷۹–۱۸۴۹)) را تحسین و تحت تأثیر آنها قرار گرفتند.

###### چین

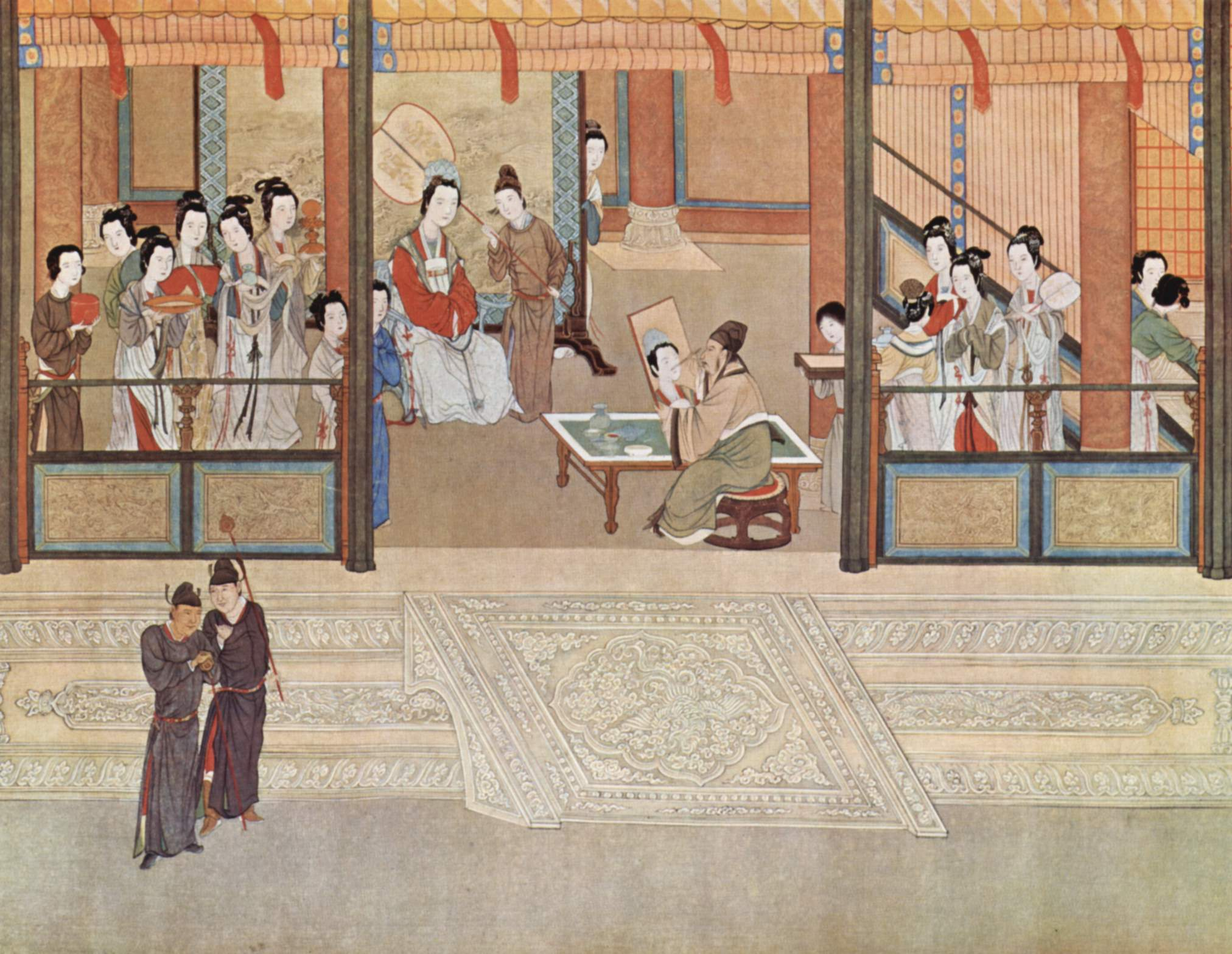
صبح بهاری در کاخ هان، اثر هنرمند عصر مینگ، کیو یینگ (۱۴۹۴–۱۵۵۲ پس از میلاد)

اولین نمونه‌های باقی مانده از آثار هنری نقاشی چینی به دوره کشورهای متخاصم (۴۸۱–۲۲۱ قبل از میلاد) با نقاشی‌هایی بر روی ابریشم یا نقاشی‌های دیواری مقبره روی سنگ، آجر یا سنگ مربوط می‌شود. آنها اغلب در قالب تلطیف شده ساده و در الگوهای هندسی کم و بیش ابتدایی بودند و اغلب موجودات اسطوره‌ای، صحنه‌های خانگی، صحنه‌های کارگری یا صحنه‌های قصر پر از مقامات دربار را به تصویر می‌کشیدند. آثار هنری در این دوره و پس از آن سلسله کین (۲۲۱–۲۰۷ قبل از میلاد) و سلسله هان (۲۰۲ قبل از میلاد - ۲۲۰ پس از میلاد) به عنوان وسیله ای به خودی خود یا برای بیان شخصی بالاتر ساخته نشدند. در عوض آثار هنری برای نماد و ارج نهادن به مراسم تشییع جنازه، نمایش خدایان اساطیری یا ارواح نیاکان و غیره ایجاد شده‌است. نقاشی‌هایی بر روی ابریشم مقامات دربار و صحنه‌های خانگی را می‌توان در طول سلسله هان، همراه با صحنه‌هایی از شکار مردان سوار بر اسب یا شرکت در رژه نظامی دید. همچنین نقاشی‌هایی روی آثار هنری سه بعدی مانند مجسمه‌ها و تندیس‌ها، همانند رنگ‌های اصلی که روی مجسمه‌های ارتش سفالی تراکوتا (ارتش سفالی مجموعه ای از مجسمه‌های سفالی است که ارتش‌های Qin Shi Huang، اولین امپراتور چین را به تصویر می‌کشد) را می‌پوشاند، می‌توان دید. در طول فضای اجتماعی و فرهنگی سلسله جین شرقی باستان (۳۱۶–۴۲۰ پس از میلاد) مستقر در نانجینگ در جنوب، نقاشی به یکی از سرگرمی‌های رسمی مقامات و اشراف بوروکرات آموزش‌دیده کنفوسیوس تبدیل شد (همراه با موسیقی نواخته شده توسط زیتر گوکین، نوشتن کالیگرافی فانتزی و نوشتن و شعرخوانی). نقاشی به شکل رایجی از بیان هنری تبدیل شد و در این دوره نقاشان در دادگاه یا در میان مدارهای اجتماعی نخبگان توسط همتایان خود قضاوت و رتبه‌بندی می‌شدند.

## ایران
باسیل گری، مورخ شرقی معتقد است «ایران هنری خاص [منحصر به فرد] را به جهان ارائه داده‌است که در نوع خود عالی است». غارهای استان لرستان ایران تصاویر نقاشی شده از حیوانات و صحنه‌های شکار را به نمایش می‌گذارند. قدمت برخی از آنها مانند استان فارس و سیالک حداقل ۵۰۰۰ سال است. تصور می‌شود که نقاشی در ایران در دوران تامرلین به اوج خود رسیده‌است، زمانی که استادان برجسته ای مانند کمال الدین بهزاد سبک جدیدی از نقاشی را به دنیا آوردند.
نقاشی‌های دوره قاجار ترکیبی از تأثیرات اروپایی و مکتب‌های مینیاتور صفوی مانند نقاشی‌های معرفی شده توسط رضا عباسی و آثار کلاسیک میرعلی است. استادانی مانند کمال الملک تأثیر اروپا را در ایران بیشتر پیش بردند. در زمان قاجار بود که «نقاشی قهوه‌خانه» ظهور کرد. موضوعات این سبک اغلب ماهیتی مذهبی داشتند و صحنه‌هایی از حماسه‌های شیعه و مانند آن را به تصویر می‌کشیدند.

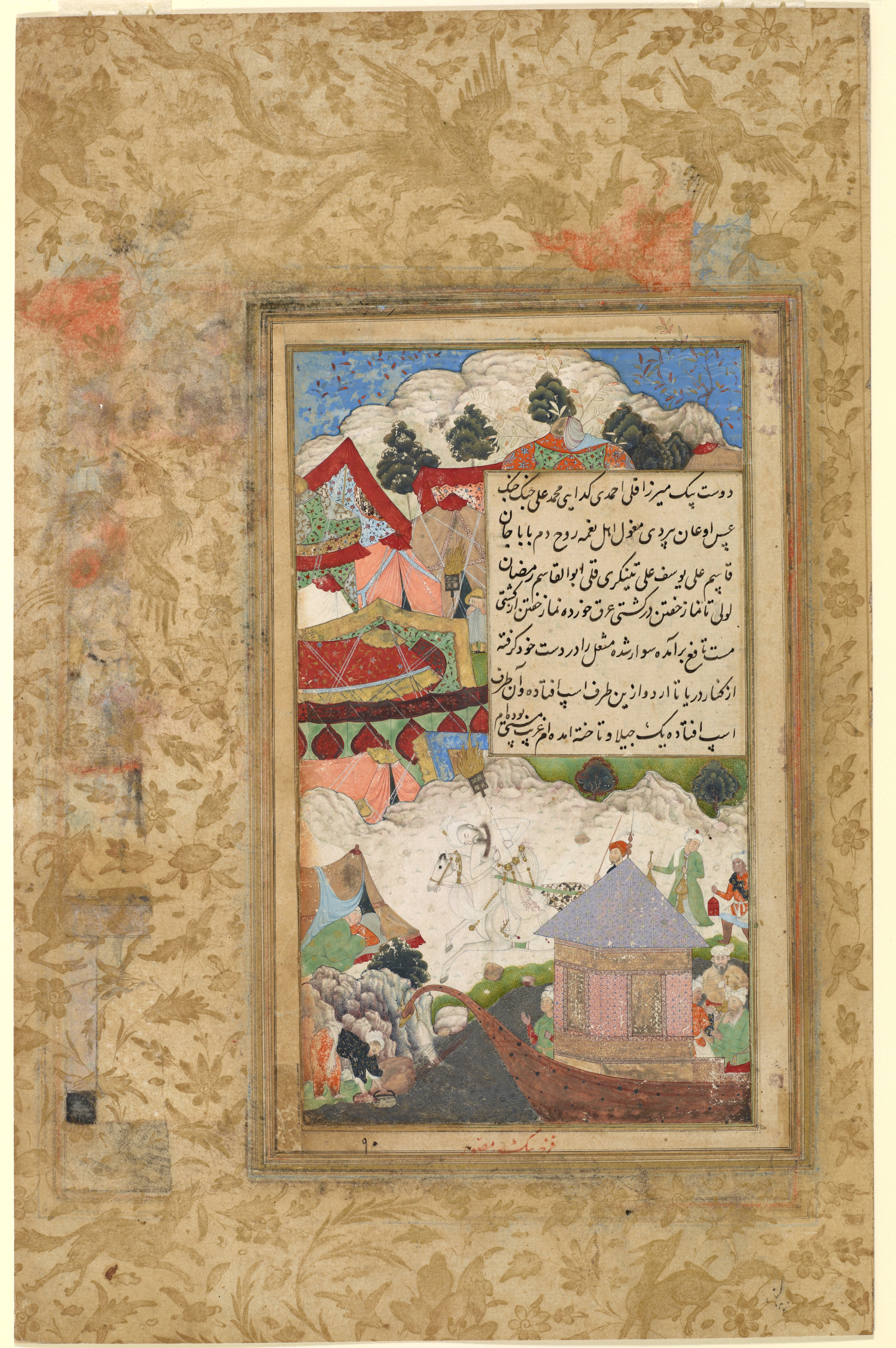
فرخ بیگ (حدود ۱۵۴۵ - حدود ۱۶۱۵)، یک بابر مست در شب به کمپ بازگشت، لاهور، پاکستان، ۱۵۸۹
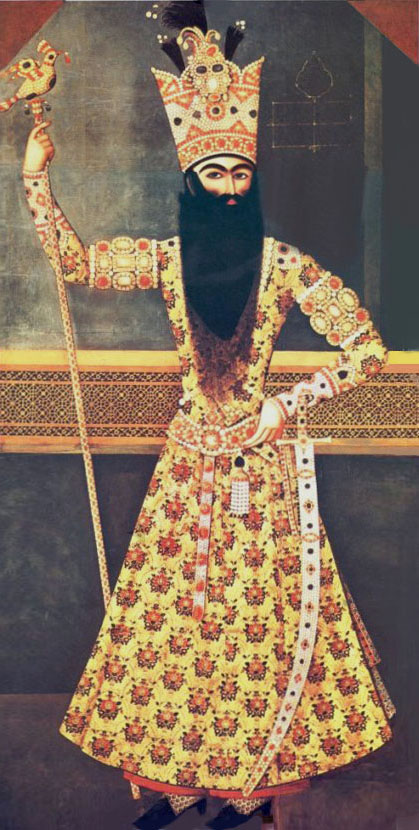
میرعلی (۱۷۹۵–۱۸۳۰) ، فتح علی شاه قاجار (۱۴-۱۸۱۳)
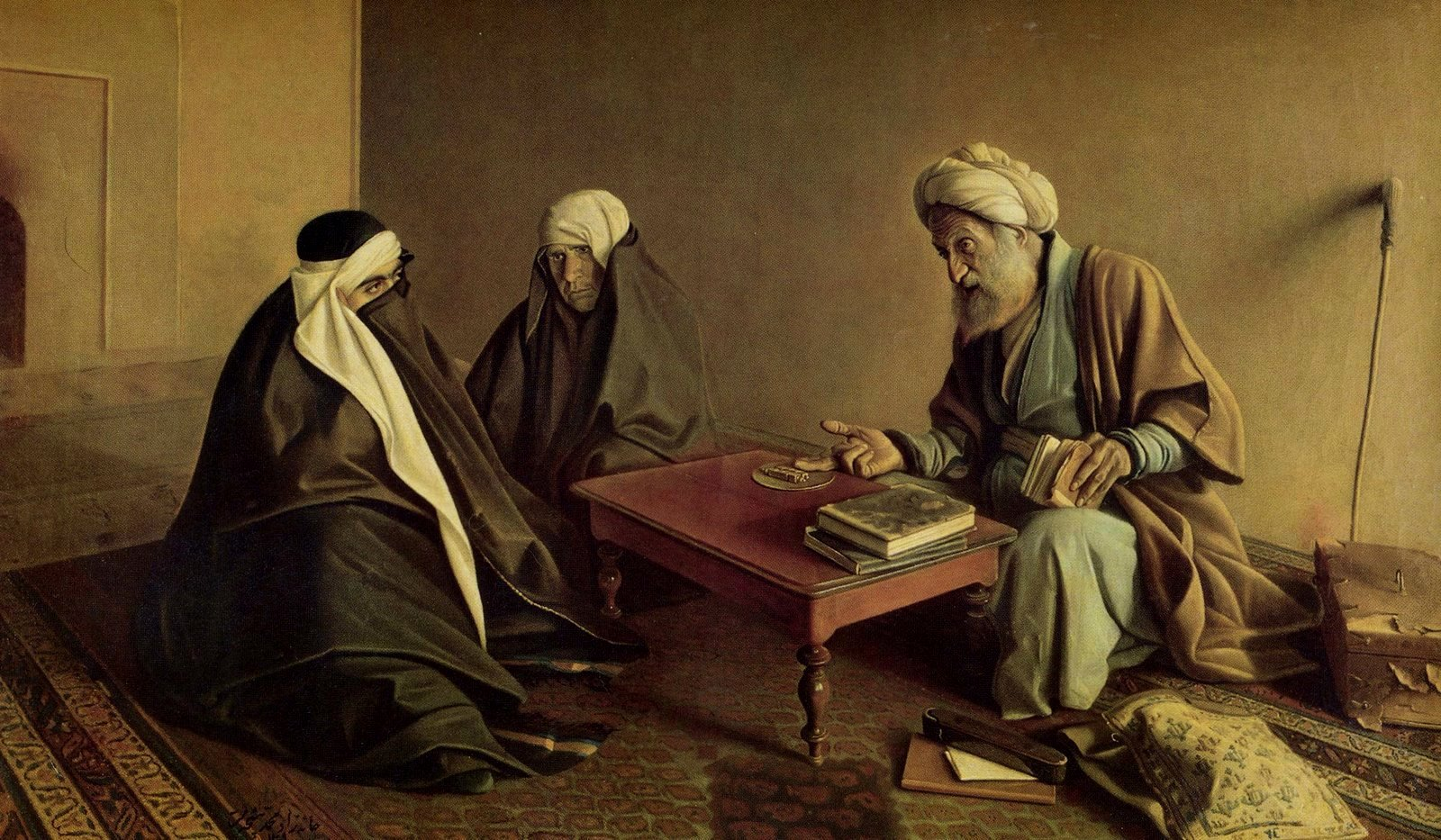
کمال الملک (۱۸۴۷–۱۹۴۰) ، رمال ، ۱۸۹۲ ، موزه سعدآباد ، تهران

امین‌الله رضایی، نخستین کسی که نقاشی سورئالیسم را وارد ایران کرد از این رو او را پدر نقاشی سوررئالیسم ایران می دانند. نقاشی‌های رضایی از آثار سوررئالیستی و نمادگرا تا کاریکاتورهای طنز سیاه و متفکرانه را شامل می‌شود. مضمون سیاسی، و فرم آناتومیک دقیق و پرپرداخت، ترکیب اندام انسانی و جانوری یا تغییر شکل بدن در نقاشی‌های او دیده می‌شود.

## نگارخانه

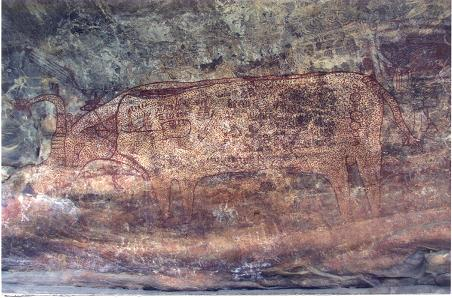
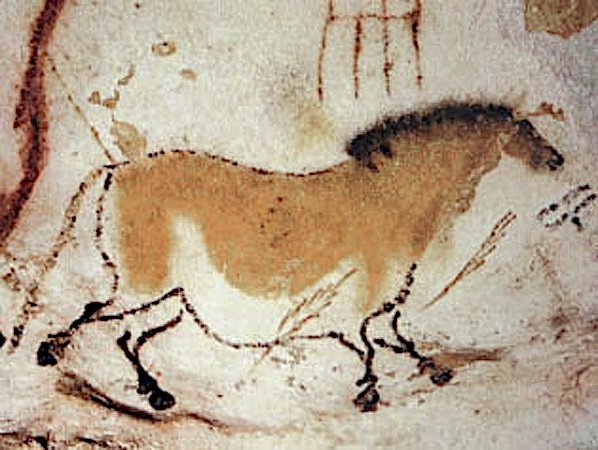
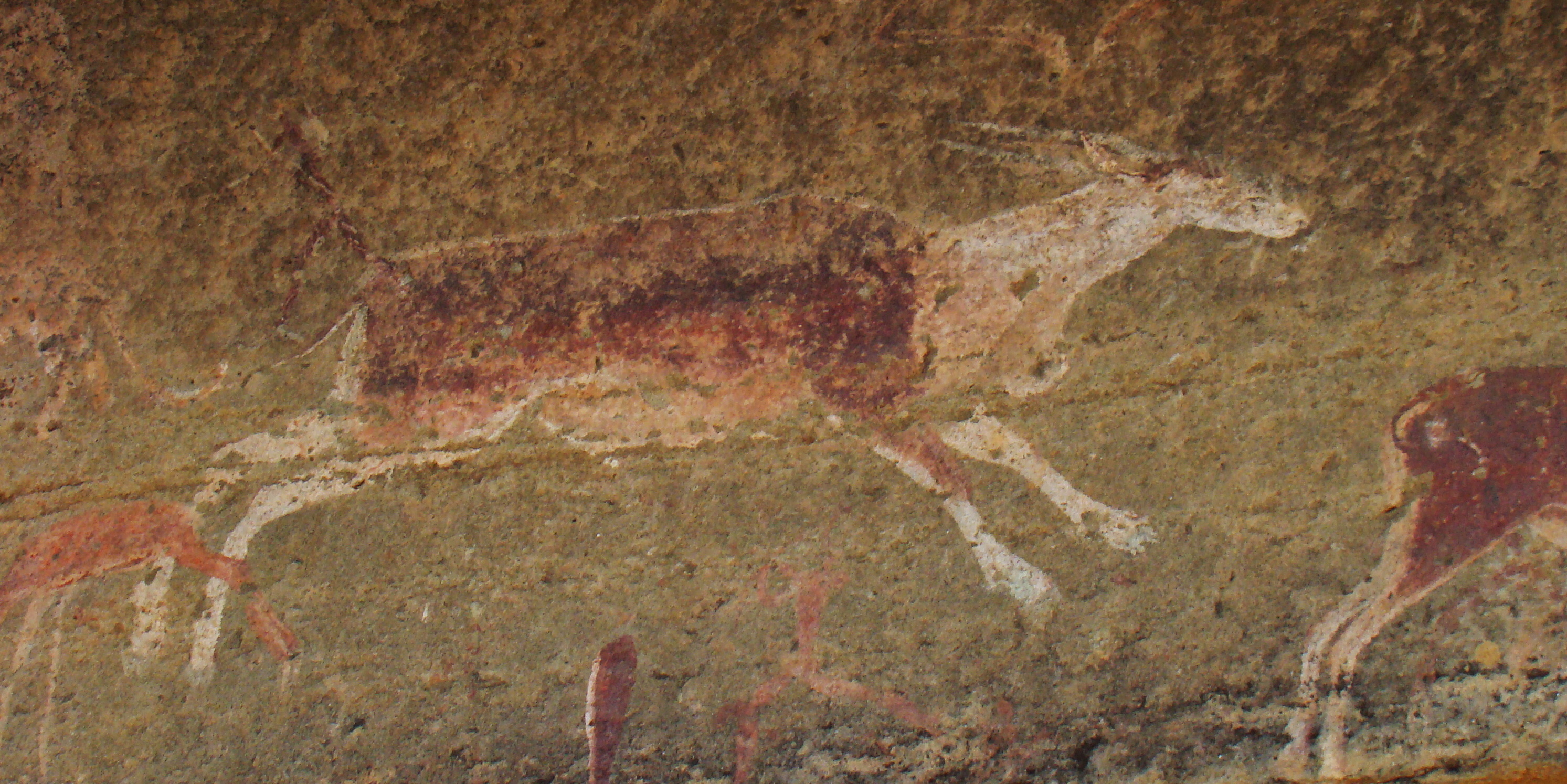
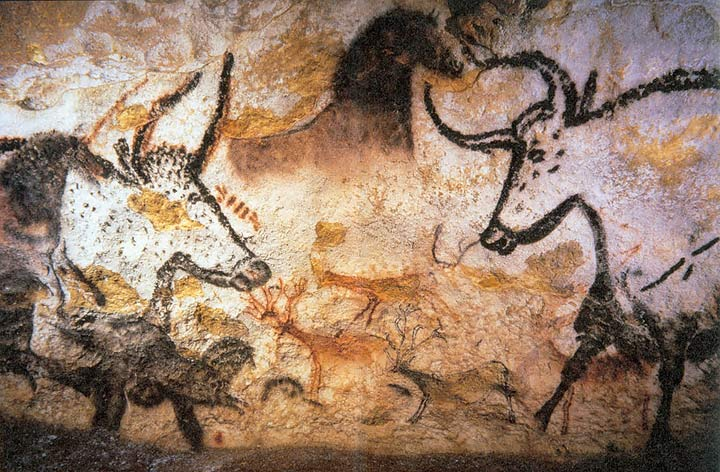
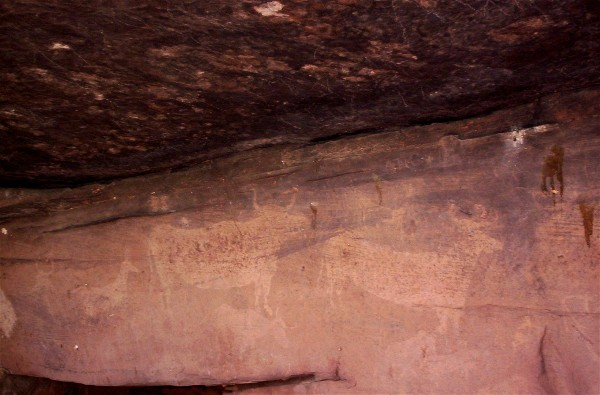
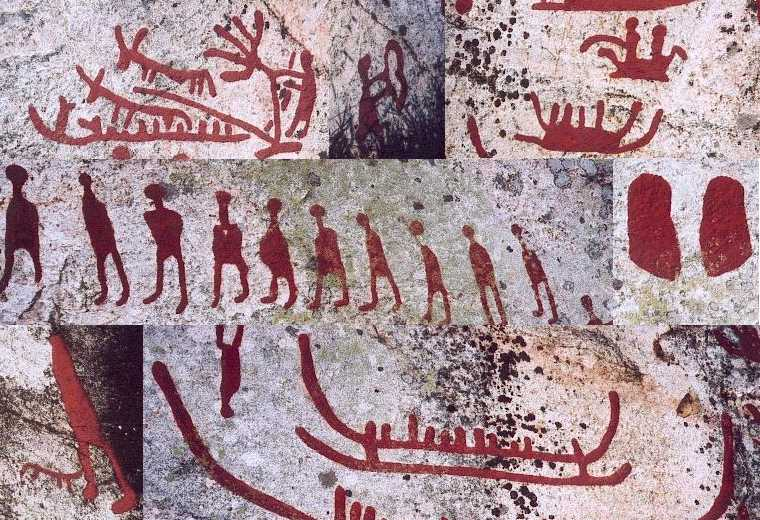
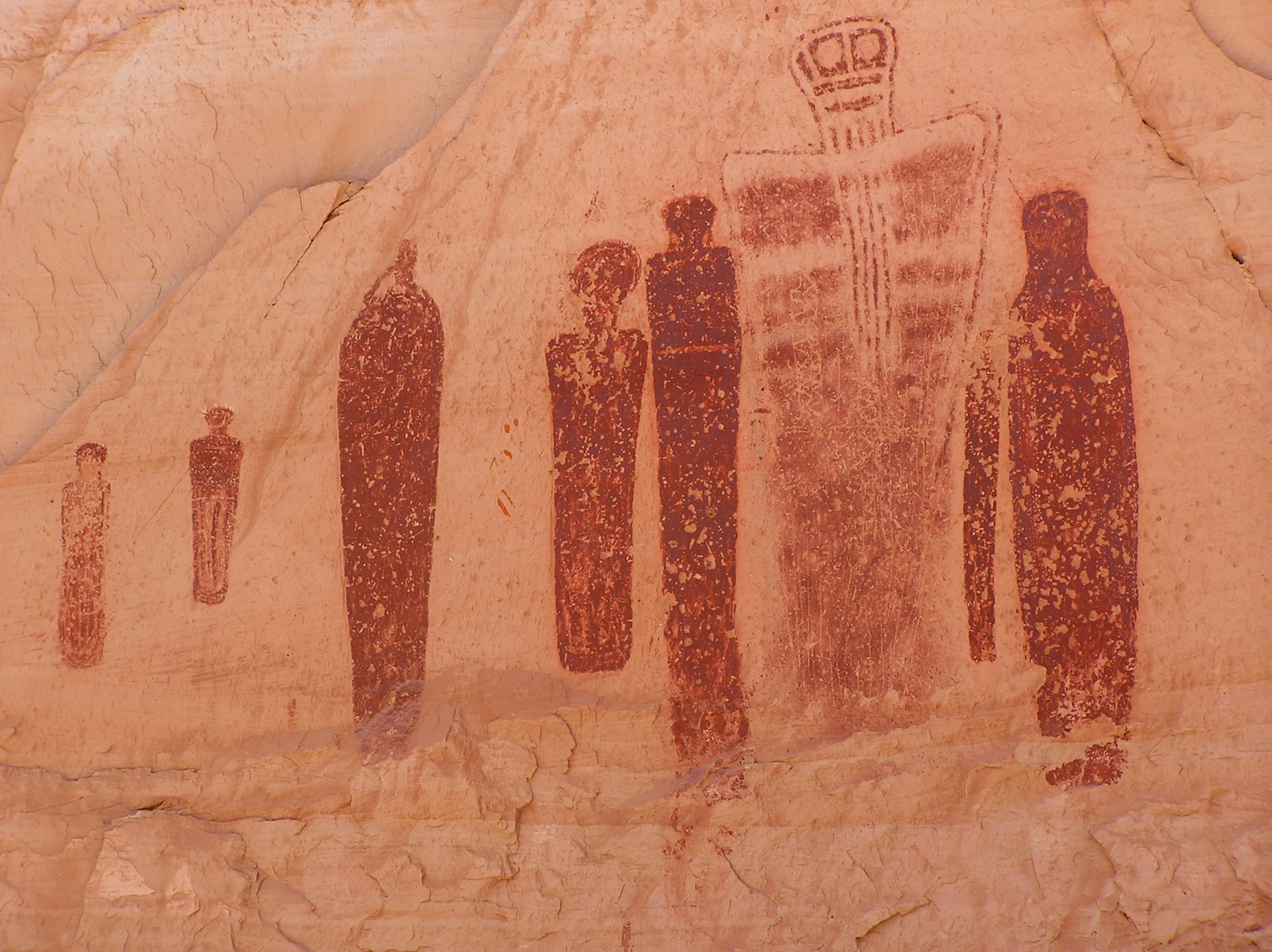
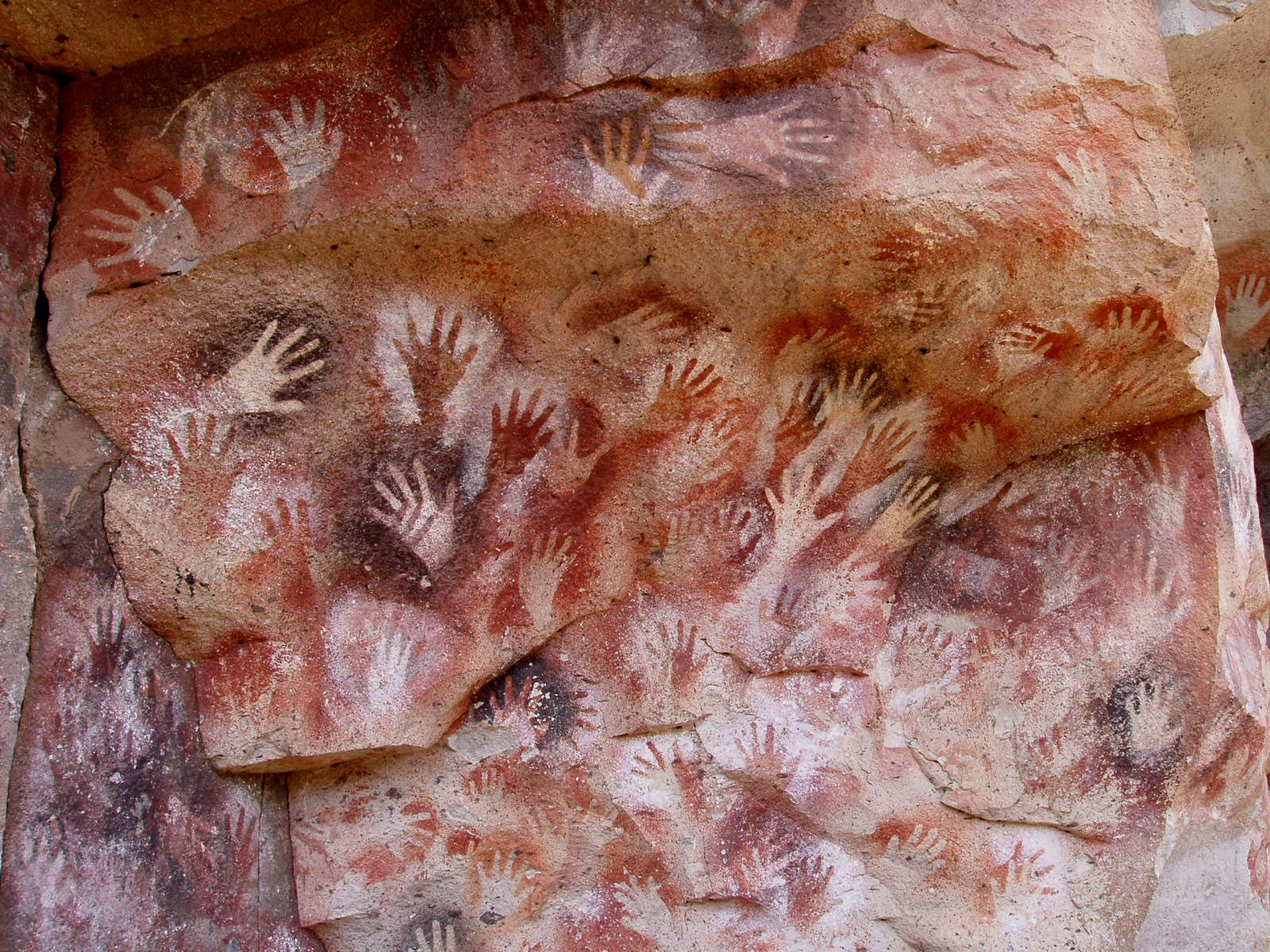

## اروپا
- نقاشی یونانی
- نقاشی روم
- نقاشی قرون وسطی
- هنر گوتیک
- سیاحان و مکسفین
- اواخر هنر گوتیک
- اوایل رنساس در ایتالیا
- عصر نبوغ
- اوج رنساس در ایتالیا
- رنسان در شمال اروپا
- مانریسم
- پیروزی نور
- هنر هلند
- هنر اپانیا و فرانسه
- انقلاب هنر
- جنبش رمانتیک
- رئالیسم
- امپرسیونیسم
- اکسپرسیونیسم
- تخیل هنر

## نقاشی شرقی
- نقاشی اسلامی
- نقاشی جنوب آسیا
- نقاشی هندی
- نقاشی شرق آسیا
- نقاشی چینی
- نقاشی ژاپنی
- نقاشی غرب آسیا
- نقاشی ایرانی

## نقاشی ایرانی
- نقاشی مادها
- نقاشی در ایران تا عهد هخامنشیان
  - نقاشی در عهد اشکانی